# 보테로 (영화)
《보테로》(영어: Botero)는 2019년 4월에 개봉한 캐나다의 다큐멘터리 영화이다.
 돈 밀라가 감독을 돈 밀라와 하트 스나이더가 각본을 맡았다.
 콜롬비아는 2019년 4월 11일에 캐나다는 2019년 4월 22일에 대한민국은 2020년 9월 24일에 개봉되었다.

## 줄거리
예술로 가장 폭넓은 영향력을 행사하는 화가이자 조각가 보테로.

보테로의 작품 설명과 더불어 주변인에게 듣는 보테로와

보테로 자신에게 듣는 예술에 대한 생각

예술가 보테로에 대한 스토리.

## 출연진

### 주연
- 페르난도 보테로 - 본인 역

### 조연
- 리나 보테로 - 본인 역
- 후안 카를로스 보테로 - 본인 역
- 소피아 바리 - 본인 역